# بحمرا
بحمرا قرية سورية تتبع ناحية مركز القرداحة في منطقة القرداحة في محافظة اللاذقية. بلغ عدد سكانها 1,028 نسمة في عام 2004 حسب إحصاء المكتب المركزي للإحصاء. من أشهر أبنائها غازي كنعان.